# Gội mũm
Gội mũm hay dái ngựa nước (danh pháp khoa học: Aglaia cucullata; tiếng Anh thường gọi là Pacific Maple) là một loài thực vật]] thuộc họ Meliaceae. Loài này có ở Bangladesh, Ấn Độ, Indonesia, Malaysia, Myanmar, Nepal, Papua New Guinea, Philippines, Singapore, Thái Lan, và Việt Nam.